# Tachina spinosa
Tachina spinosa là một loài ruồi trong họ Tachinidae.